# Red (Tex Avery)
Red è un personaggio femminile creato da Tex Avery. Debutta nel celebre corto Red Hot Riding Hood (1943) che era originariamente una deviazione dalla favola di Cappuccetto Rosso. Qui è una giovane cantante e ballerina di un nightclub che fa impazzire tutti gli uomini con la sua bellezza, specialmente il lupo Wolf che prova inutilmente a sedurla. Le reazioni esagerate del lupo alla vista di Red sono diventate molto famose.
Nei cortometraggi di Droopy delle serie TV Tom & Jerry Kids e Droopy: Master Detective appare una sua versione col nome di Miss Vavoom.
Ha un ruolo diverso in ogni episodio come la showgirl, la principessa, la spia, la sirena, la segretaria o l'extraterrestre. Molto spesso un suo bacio è il premio di una qualche sorta di gara; questo fa sì che Droopy e Mc Wolf si scontrino fra loro, in quanto hanno entrambi una cotta per lei. Lei trova affascinante Droopy e molto spesso lo bacia, causandogli delle reazioni "esplosive" in contrasto alla sua tipica tristezza.
Red appare poi, successivamente, in alcuni film per il mercato home-video di Tom and Jerry.
Ha inoltre ispirato il personaggio di Jessica Rabbit.